# Issa Diop
Issa Laye Lucas Jean Diop (Toulouse, 9 de janeiro de 1997) é um futebolista profissional francês que atua como zagueiro. Atualmente, joga no Fulham.

## Carreira
Issa Diop começou a carreira no Toulouse. Em 2018, transferiu-se para o West Ham.

## Títulos
França
- Campeonato Europeu Sub-19: 2016

### Prêmios individuais
- Equipe do torneio do Campeonato Europeu Sub-19 de 2016[2]
- 39º melhor jogador sub-21 de 2016 (FourFourTwo)[3]